# Dioctria lata
Dioctria lata là một loài ruồi trong họ Asilidae. Dioctria lata được Loew miêu tả năm 1853. Loài này phân bố ở vùng Cổ Bắc giới.